# ホビー (DD-610)
ホビー (USS Hobby, DD-610) は、第二次世界大戦におけるアメリカ海軍のベンソン級駆逐艦の一隻。艦名はジェームズ・H・ホビーに因む。

## 艦名の由来となった人物
ジェームズ・H・ホビーは1835年4月27日ニューハンプシャー州ニューボストンで生まれた。彼は1848年に第3補助機関士に任命された。1855年6月21日に辞任したが、1861年6月4日に第2補助機関士に再任された。彼は南北戦争において「USSサッサカス」の第1機関士として搭乗し、南軍の艦船「CSSアルベマール」から砲撃を受けた際、火傷を負いながらも蒸気管を切断し、エンジンの爆発を防いだ。この英雄的行動により、ホビーは30階級昇進した。彼は1870年10月19日に退役し, 1882年11月17日に亡くなった。

## 艦歴
ホビーは1942年6月4日にカリフォルニア州サンフランシスコベスレヘム造船よりウォルター・デービス夫人の立会を経て進水し、1942年11月18日にアーネスト・ブレイク中佐の指揮下で就役した。
西海岸での整調後、ホビーは1943年2月12日にニューヨークに向かい、護衛空母カサブランカとともに大西洋を横断する護送船団の護衛を務めた。その後地中海へ向かい、Uボートと数度にわたり接触、5月9日にはその内の1隻に深刻な損害を与えたとされる。1944年1月2日にバージニア州ノーフォーク (バージニア州)から太平洋に向かい、8月22日までニューギニアの海域においてアドミラルティ諸島でのさまざまな作戦のための射撃訓練と対潜水艦哨戒および護衛に従事した。その年の秋には北に向かい、ペリリューの戦いにおいて火力支援を行い、11月まで護衛任務に就いた。日本軍の航空機と頻繁に遭遇したにもかかわらず、ホビーは損傷を負うことはなかった。
ホビーは12月10日、フィリピンのルソン島を攻撃するため、第38任務部隊の空母とともにに出撃した。アメリカ海軍は日本に接近し、1945年までフィリピン、台湾、中国沿岸への攻撃を通じて空母を護衛した。2月16日、マーク・ミッチャー提督率いる第5艦隊に合流し、1942年4月のドーリットル空襲以来となる東京への空襲において、空母を護衛した。さらに硫黄島、沖縄では補給艦の対潜水艦哨戒において活躍した。6月末に太平洋での作戦から離れ、オーバーホールのため1945年7月17日にシアトルに到着、乾ドック入渠中に日本の降伏の知らせが届いた。
ホビーは10月6日、海軍記念日の式典に参加するためにニューヨークに向けて出航した。1945年11月1日にチャールストンに向かったホビーはそこで退役し、1946年2月1日に予備役に編入された。その後1947年1月にテキサス州オレンジに移された。ホビーは1971年7月1日に海軍船籍から抹消され、1972年6月1日の艦隊演習で標的艦として処分された。
ホビーの進水映像は、エドワード・G・ロビンソンとグレン・フォードが出演した1943年の映画「デストロイヤー」にて「USSジョン・ポール・ジョーンズ」として使用された。

## 勲章
ホビーは第二次大戦中の功績により10個の従軍星章を受章した。